# Alan Napier
Alan William Napier-Clavering (n. 7 ianuarie 1903, King's Norton and Northfield Urban District⁠(d), Anglia, Regatul Unit al Marii Britanii și Irlandei – d. 8 august 1988, Santa Monica, California, SUA) a fost un actor englez de teatru, televiziune și film. După un deceniu în teatrul West End din Londra, a avut o lungă carieră cinematografică în Marea Britanie și mai târziu, la Hollywood. Napier este cel mai bine amintit pentru că l-a portretizat pe Alfred Pennyworth, majordomul lui Bruce Wayne, în serialul de televiziune Batman cu acțiune live din anii 1960.

## Filmografie
- Caste (1930) - Capt. Hawtree
- Stamboul (1931) - Bouchier
- In a Monastery Garden (1932) - Count Romano
- Loyalties (1933) - Gen. Canynge
- Wings Over Africa (1936) - Redfern
- For Valour (1937) - General
- The Wife of General Ling (1937) - Governor
- The Four Just Men (1939) - Sir Hamar Ryman
- We Are Not Alone (1939) - Archdeacon
- The Invisible Man Returns  (1940) - Willie Spears
- The House of the Seven Gables (1940) - Fuller
- Confirm or Deny (1940) - Updyke (scene șterse)
- Eagle Squadron (1942) - Black Watch officer
- A Yank at Eton (1942) - Restaurateur (nemenționat)
- Cat People (1942) - Doc Carver (nemenționat)
- Random Harvest (1942) - Julian
- Assignment in Brittany (1943) - Sam Wells
- Appointment in Berlin (1943) - Col. Patterson (nemenționat)
- Lassie Come Home (1943) - Jock
- Madame Curie (1943) - Dr. Bladh (nemenționat)
- The Song of Bernadette (1943) - Dr. Debeau (nemenționat)
- Lost Angel (1943) - Dr. Woodring
- The Uninvited (1944) - Dr. Scott
- Action in Arabia (1944) - Eric Latimer
- The Hairy Ape (1944) - MacDougald, Chief Engineer
- Ministry of Fear (1944) - Dr. JM Forrester
- Thirty Seconds Over Tokyo (1944) - Mr. Parker
- Dark Waters (1944) - The Doctor (nemenționat)
- Mademoiselle Fifi (1944) - The Count de Breville
- Hangover Square (1945) - Sir Henry Chapman
- Isle of the Dead (1945) - St. Aubyn
- Three Strangers (1946) - David Shackleford
- House of Horrors (1946) - F. Holmes Harmon
- A Scandal in Paris (1946) - Houdon De Pierremont, Police Minister
- The Strange Woman (1946) - Judge Henry Saladine
- Sinbad the Sailor (1947) - Aga
- Fiesta (1947) - The Tourist
- High Conquest (1947) - Tommy Donlin
- Ivy (1947) - Sir Jonathan Wright
- Adventure Island (1947) - Attwater
- Lured (1947) - Detective Gordon
- Driftwood (1947) - Dr. Nicholas Adams
- Unconquered (1947) - Sir William Johnson
- Forever Amber (1947) - Landale
- The Lone Wolf in London (1947) - Monty Beresford
- Johnny Belinda (1948) - Defense Attorney
- Macbeth (1948) - A Holy Father
- Joan of Arc (1948) - Earl of Warwick
- Hills of Home (1948) - Sir George
- Criss Cross (1949) - Finchley
- My Own True Love (1949) - Kittredge
- Tarzan's Magic Fountain (1949) - Douglas Jessup
- A Connecticut Yankee in King Arthur's Court (1949) - High Executioner
- Manhandled (1949) - Alton Bennet
- The Red Danube (1949) - The General
- Challenge to Lassie (1949) - Lord Provost
- Master Minds (1949) - Dr. Druzik
- Tripoli (1950) - Khalil
- Double Crossbones (1951) - Capt. Kidd
- Tarzan's Peril (1951) - Commissioner Peters
- 1951 Marele Caruso (The Great Caruso), regia Richard Thorpe : Jean de Reszke
- The Highwayman (1951) - Barton
- Across the Wide Missouri (1951) - Capt. Humberstone Lyon
- The Blue Veil (1951) - Prof. George Carter
- The Strange Door (1951) - Count Grassin
- Big Jim McLain (1952) - Sturak
- Julius Caesar (1953) - Cicero
- Young Bess (1953) - Robert Tyrwhitt
- Désirée (1954) - Despreaux
- Moonfleet (1955) - Parson Glennie
- 1955 Bufonul regelui (The Court Jester), regia Melvin Frank și Norman Panama - Sir Brockhurst
- Miami Exposé (1956) - Raymond Sheridan
- The Mole People (1956) - Elinu, the High Priest
- Until They Sail (1957) - Prosecution Attorney
- Island of Lost Women (1959) - Dr. Paul Lujan
- 1959 O călătorie spre centrul Pământului (Journey to the Center of the Earth), regia Henry Levin - Dean
- Wild in the Country (1961) - Prof. Joe B. Larson (nemenționat)
- Tender Is the Night (1962) - Señor Pardo
- The Premature Burial (1962) - Dr. Gideon Gault
- The Sword in the Stone (1963) - Sir Pellinore (voice)
- Marnie (1964) - Mr. Rutland
- Mary Poppins (1964) - Huntsman / Reporter #3 / Hound (voce, nemenționat)
- My Fair Lady (1964) - Domn care o escortează pe Eliza la Regina Transilvaniei  (nemenționat)
- Signpost to Murder (1964) - The Vicar
- 1964 36 de ore (36 Hours), regia George Seaton - Col. Peter MacLean
- The Loved One (1965) - English Club Official
- Batman (1966) - Alfred Pennyworth

### Televiziune
- Alfred Hitchcock Presents (1957) episodul "I Killed the Count" - Lord Sorrington
- Don't Call Me Charlie! (1962–1963 TV series), rol secundar - General Steele
- Twilight Zone (1963) episodul "Passage on the Lady Anne" - Capt. Protheroe
- Batman (1966-1968) - Alfred Pennyworth
- The Beverly Hillbillies (1967) episodul "The Clampetts In London" - Chemist
- Ironside (1970, 1973, 1974)
- QB VII (mini-serial din 1974) - Semple
- The Bastard (mini-serial din 1978) - Dr. Bleeker
- Centennial (mini-serial din 1979) - Lord Venneford